# マン・アップ! 60億分の1のサイテーな恋のはじまり
『マン・アップ! 60億分の1のサイテーな恋のはじまり』（Man Up）は、2015年にイギリスとフランスが共同製作したロマンティック・コメディ映画。監督をベン・パーマー、脚本をテス・モリスが務めた。主演はサイモン・ペッグとレイク・ベル。
日本では2016年1月にWOWOWで『マン・アップ! 恋のロンドン狂騒曲』というタイトルで初放映された後、「カリテ・ファンタスティック!シネマ・コレクション2016」の中の一作として2016年7月16日から限定公開された。

## ストーリー
34歳になっても結婚相手はおろか彼氏もいないナンシー。いつしか恋愛に対して臆病で不器用になってしまった彼女だったが、ある日些細な誤解から40歳のバツイチ男ジャックにブラインドデートの相手だと間違われる。相性が良さそうな彼との出会いをふいにしたくなかったナンシーは自身がデートの相手だと偽り、二人は楽しい時間を過ごすのだった。しかし、そんな嘘がバレないはずはなく、ナンシーはジャックに真実を打ち明けるのだった。
このナンシーの告白に困惑し怒りをあらわにするジャックだったが、成り行きから彼女に自身のデート相手のふりをしてほしいと願う。実はジャックは元妻に浮気をされた挙句に捨てられた過去があり、その元妻に新しいデート相手を見せつけてやろうと考えていたのだ。ジャックの惨めな姿に共感したナンシーは彼の元妻の前で熱愛中のカップルを演じるのだった。
偽りのデートの時間は終わり、二人に別れの時が訪れる。ところが二人はいつしか互いに思いあっていた。ジャックはナンシーのもとへと走る。

## キャスト
※括弧内は日本語吹替
- ジャック - サイモン・ペッグ（横島亘）
- ナンシー - レイク・ベル（ちふゆ）
- ショーン - ロリー・キニア（斎藤寛仁）
- バート - ケン・ストット（石原辰己）： ナンシーの父。
- フラン - ハリエット・ウォルター（英語版）（早川舞）： ナンシーの母。
- ヒラリー - オリヴィア・ウィリアムズ： ジャックの元妻。
- エレイン - シャロン・ホーガン（英語版）： ナンシーの姉。
- ジェシカ - オフィリア・ラヴィボンド： ジャックのデート相手。
- エド - スティーヴン・キャンベル・ムーア（英語版）： ヒラリーの彼氏。
- アダム - ポール・ソーンリー： エレインの夫。
- ハリー - ディーン＝チャールズ・チャップマン